# Allgemeiner Sportverband Oberösterreich
Der Allgemeine Sportverband Oberösterreich (ASVOÖ) wurde 1947 gegründet und ist Mitglied des Allgemeinen Sportverbandes Österreichs. Im Mittelpunkt seiner Bemühungen steht seit jeher der Breitensport. Der ASVOÖ ist politisch unabhängig und versteht sich auch als überparteilicher Dachverband aller Oberösterreichischen Sportvereine. Derzeit betreut der ASVOÖ 544 Mitgliedsvereine (Stand 12/2016) mit 900 Sektionen.

## Geschichte
Im Spätsommer 1945 wurde das Versammlungsverbot aufgehoben und Vereine begannen sich neu zu bilden. Per Verordnung der Landesregierung unter Landeshauptmann Heinrich Gleißner wurde im März 1946 ein Landessportamt eingerichtet. Zu den Dachverbänden ASKÖ und UNION kam im März 1947 der Allgemeine Sportverband Oberösterreich hinzu. Er umfasst all jene Vereine, die noch keinem Dachverband beigetreten sind.
Zu den Gründungsmitgliedern, die am 15. März 1947 gewählt wurden, zählen:
- Oberst Eduard Schröder, Beethovenstraße 1, Linz (1. Vorsitzender)
- Walter Hauer, Ennser Sportklub (2. Vorsitzender)
- Franz Zigon, I. Linzer Schwimmklub (Beirat)
- Otto Göbl, Sportklub„Hertha“ Wels (Beirat)
- Rudolf Pichler, Sportverein Gmunden (Beirat)
- Ernst Steinbacher, Polizeisportverein (Beirat)
- Franz Pichler, Eisenbahnersportverein Linz „Westbahn“ (Beirat)

Der unabhängige Sportverband zählte im Gründungsjahr 56 Vereine. Die Tätigkeit des ASVOÖ konzentrierte sich in den Anfangsjahren auf die Beschaffung von Sportgeräten und Ausrüstungsgegenständen für seine Mitglieder und deren Vertretung bei Ämtern und Behörden. Als Teil der Landessportorganisation war der ASVOÖ maßgeblich am Entwurf des Landessportgesetzes beteiligt, das im oberösterreichischen Landtag im Juli 1948 einstimmig verabschiedet wurde.

### Entwicklung der Mitgliedsvereine
Die Entwicklung der Anzahl der Mitgliedsvereine im Überblick:
| Jahr | Anzahl der Vereine |
| ---- | ------------------ |
| 1948 | 56                 |
| 1958 | 83                 |
| 1968 | 95                 |
| 1978 | 168                |
| 1988 | 330                |
| 1998 | 433                |
| 2008 | 524                |
| 2016 | 600                |

### Präsidenten
Die Präsidenten des Allgemeinen Sportverbandes Oberösterreich seit seiner Gründung sind:
- Eduard Schröder (1947–1961)
- Hermann Muckenhuber (1961–1983)
- Wilhelm Altenstrasser (1983–1998)
- Siegfried Robatscher (1998–2007)
- Christian Angleitner (2007–2010)
- Herbert Offenberger (2010–2018)
- Peter Reichl (seit 2018)

### Ehrenring / Ehrenmitgliedschaft
Der Ehrenring des ASVOÖ ist eine Auszeichnung für besondere Leistungen für und um den Verband und seiner Mitgliedsvereine sowie um den Breiten- und Vereinssport.
Seit 1950 wurden mit der Ehrenmitgliedschaft sowie dem Ehrenring des ASVOÖ ausgezeichnet:
- Wilhelm Altenstrasser
- Karl Grünner
- Franz Hillinger
- Walter Hofbauer
- Anton Kernscher
- Karl König
- Josef Lehner
- Hermann Muckenhuber
- Kurt Patuzzi
- Hans Pichler
- Emil Pickl
- Gerhard Possart
- Josef Pühringer
- Hans Ressler
- Eduard Schröder
- Walter Siegl

### Standorte
Im Laufe seines Bestehens wurden die Geschicke des Verbandes von verschiedenen Standorten aus gelenkt:
- Walterstraße 15 und Beethovenstraße 1, Linz (1947–1965)
- Tummelplatz 4, Linz (1965–1970)
- Goethestraße 22, Linz (1970–1984)
- Unionstraße 39, Linz (1984–1997)
- Leharstraße 28, Linz (seit 1997)

## Leistungen
Der ASVOÖ – Allgemeiner Sportverband Oberösterreich versteht sich als Interessensvertretung seiner rund 1600 Mitgliedsvereine und Sektionen und unterstützt diese durch umfangreiche Leistungs- und Servicepakete (siehe dazu Leistungsfolder).
Im Speziellen werden Subventionen mit verschiedenen Widmungszwecken ausgeschüttet, damit sich der Breiten- und Vereinssport in Oberösterreich entwickeln und entfalten kann.

## Aktuelle Bewerbe und Projekte
Der Allgemeine Sportverband Oberösterreich unterstützt Sportveranstaltungen, um den Sport in Familien, Vereinen und Schulen zu verankern. Aktuelle Sportveranstaltungen und Projekte des ASVOÖ sind:
- ASVÖ Atterseeüberquerung
- Generali Ladies Linz
- ASVÖ Beach in the City
- ASVÖ Donaulauf
- ASVÖ Granitmarathon
- ASVÖ M8000
- Salzkammergut Trophy
- ASVÖ Steeltownman
- Traunseewoche
- ASVÖ MTB Windhaag
- ASVÖ Attersail
- ASVÖ Traunsail
- ASVÖ Zugvogel (eingestellt)
- ASVÖ Nordic Skiteam
- Oberösterreich Läuft
- ASVÖ City Kriterium Steyr
- ASVÖ Klasse im Boot

## Vorstand
Der Vorstand des ASVOÖ besteht derzeit aus (Stand 2018):
- Präsident Peter Reichl
- Landessekretär Wilhelm Blecha
- Vizepräsident Konsulent Carl Auterried
- Vizepräsident Konsulent Gerhard Buttinger
- Vizepräsident Thomas Haderer
- Vizepräsident Konsulent Gerald Stutz